# Partido Comunista de la República de China
El Partido Comunista de la República de China fue un partido político de la República de China. Fue registrado oficialmente el 31 de marzo de 2009 por el Ministerio del Interior, lo que lo convierte en el 147º partido político registrado en el país y el segundo "partido comunista" legalmente denominado en Taiwán después del Partido Comunista de Taiwán.
La reunión inaugural del partido se llevó a cabo en el edificio Chung-Shan en el Parque Nacional Yangmingshan en octubre de 2008 y está dirigida por Lu Yubao como presidente del partido y Chen Tianfu como secretario general. El partido apoyó la plataforma del Partido Comunista Chino y la reunificación china.
El partido fue disuelto por el Ministerio del Interior el 23 de mayo de 2018.